# Vi sinh vật

Một tập đoàn sinh học của vi khuẩn Escherichia coli được chụp hình phóng đại 10.000 lần.

Vi sinh vật (tiếng Anh: microorganism, hay microbe) là một sinh vật có kích thước siêu nhỏ, có thể tồn tại ở dạng đơn bào hoặc một tập hợp tế bào.
Từ thời cổ đại, con người đã nghi ngờ có sự tồn tại của những sinh vật không nhìn thấy được, chẳng hạn như kinh thánh Kỳ Na giáo từ thế kỷ thứ 6 trước Công Nguyên ở Ấn Độ. Cho đến thập niên 1670, nhà khoa học người Hà Lan tên là Anton van Leeuwenhoek đã sử dụng kính hiển vi và quan sát được những "động vật nhỏ" (dierkens). Ông được coi là một trong những nhà vi sinh vật học đầu tiên trên thế giới. Thập niên 1850, Louis Pasteur phát hiện ra rằng vi sinh vật làm hỏng thực phẩm, qua đó phản bác thuyết tự sinh. Thập niên 1880, Robert Koch phát hiện ra rằng vi sinh vật là nguyên nhân gây ra các bệnh lao, tả, bạch hầu và than.
Bởi vì vi sinh vật gồm đa số sinh vật đơn bào từ cả ba vực của sự sống, nên vi sinh vật vô cùng đa dạng. Hai trong số ba vực là cổ khuẩn và vi khuẩn chỉ chứa vi sinh vật. Vực thứ ba là sinh vật nhân thực bao gồm tất cả sinh vật đa bào, sinh vật nguyên sinh và động vật nguyên sinh đều được xem là vi sinh vật. Một vài sinh vật nguyên sinh có liên hệ với động vật, số khác thì có liên hệ với thực vật xanh (Viridiplantae). Ngoài ra còn có nhiều sinh vật đa bào có kích thước siêu nhỏ, cụ thể là vi động vật, nấm và tảo, nhưng chúng thường không được xem là vi sinh vật.
Vi sinh vật có thể tồn tại trong các sinh cảnh rất đa dạng và sống ở mọi vị trí địa lý, từ vùng cực đến xích đạo, sa mạc, mạch nước phun, đá và biển sâu. Một số vi sinh vật thích nghi với những điều kiện khắc nghiệt, nhiệt độ rất nóng hoặc rất lạnh, một số khác thích nghi với áp suất cao và số ít như Deinococcus radiodurans thì ưa môi trường bức xạ cao. Ngoài ra, vi sinh vật còn tạo nên hệ vi sinh được tìm thấy trong và trên mọi sinh vật đa bào. Có bằng chứng cho thấy những tảng đá có niên đại 3,5 tỷ năm tuổi ở Úc từng chứa vi sinh vật, đây là bằng chứng trực tiếp sớm nhất về sự sống trên Trái đất.
Vi sinh có vai trò quan trọng trong văn hóa và sức khỏe con người theo nhiều cách, dùng để lên men thực phẩm và xử lý nước thải, đồng thời sản xuất nhiên liệu, enzym và các hợp chất hoạt tính sinh học khác. Vi sinh vật là công cụ thiết yếu trong sinh học dưới dạng sinh vật mô hình và đã được đưa vào sử dụng trong chiến tranh sinh học và khủng bố sinh học. Vi sinh vật là một thành phần quan trọng trong đất màu mỡ. Trong cơ thể người, vi sinh vật tạo nên hệ vi sinh vật của người, gồm cả hệ vi sinh đường ruột. Nhiều vi sinh vật là mầm bệnh gây ra nhiều bệnh truyền nhiễm, cần có những biện pháp vệ sinh để hạn chế sự lây lan của mầm bệnh.

## Khám phá

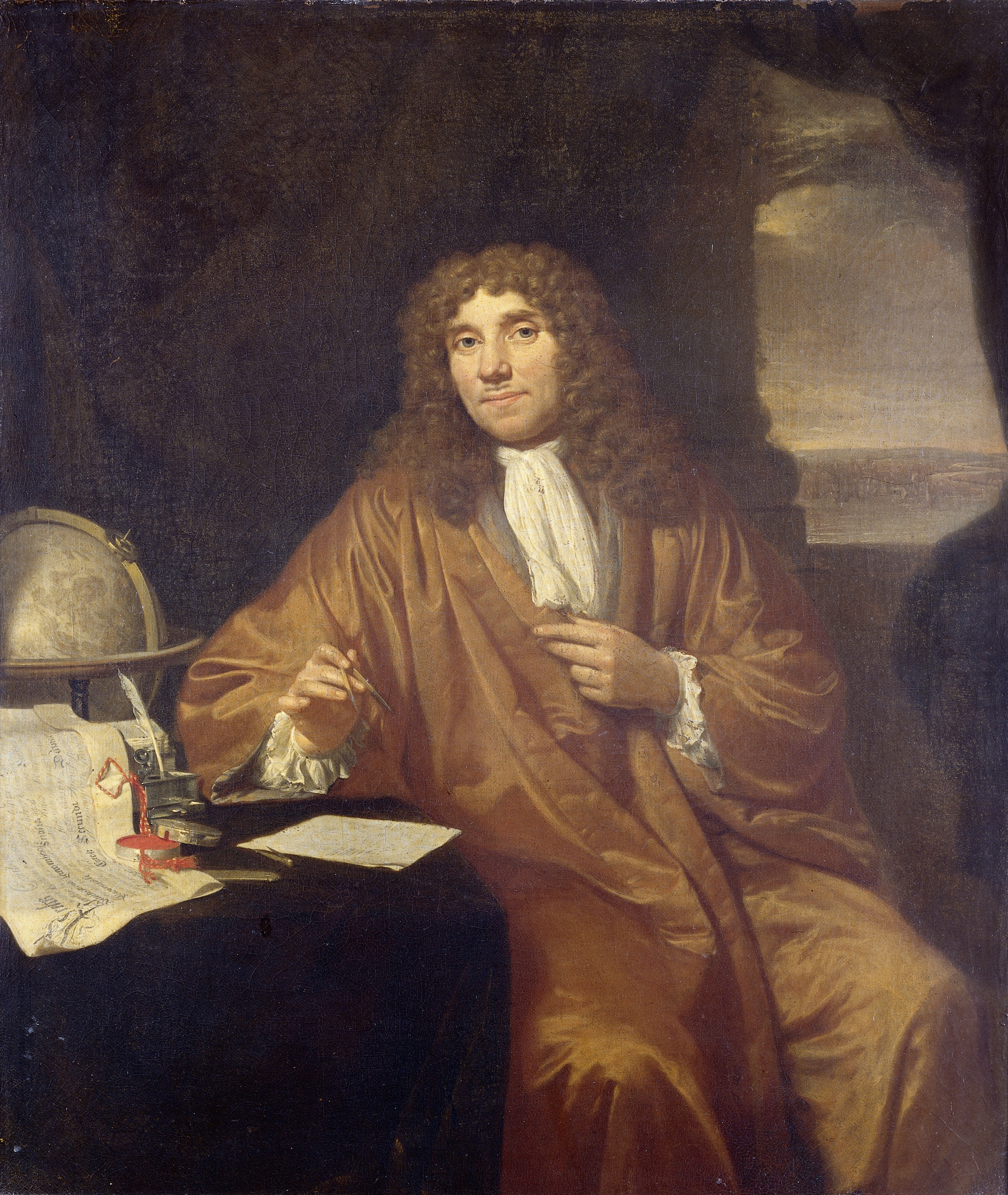
Antonie van Leeuwenhoek là người đầu tiên nghiên cứu các sinh vật siêu nhỏ.

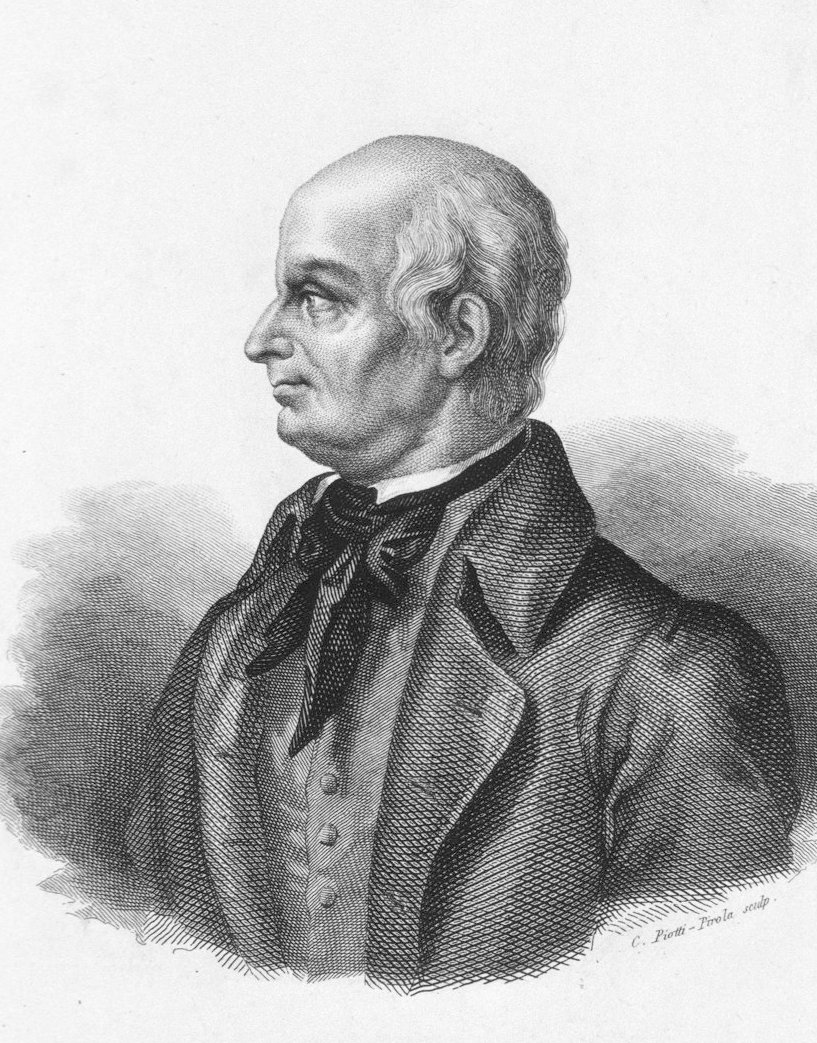
Lazzaro Spallanzani chỉ ra rằng đun sôi nước dùng sẽ ngăn nước dùng bị hỏng.

### Tiền thân cổ đại

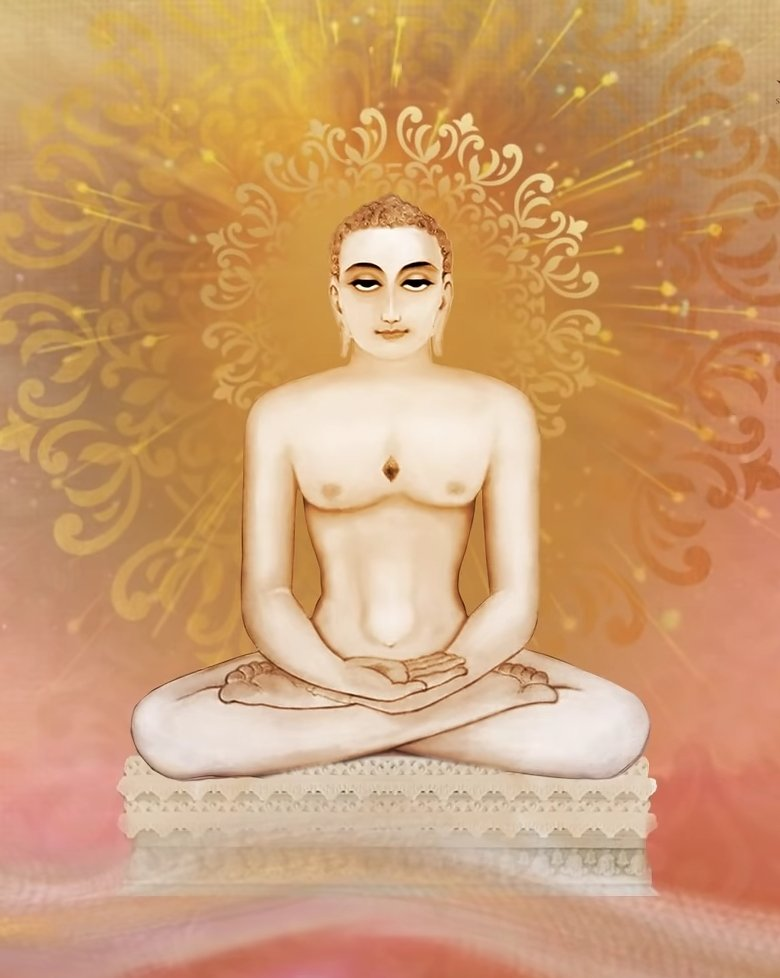
Vardhmana Mahavira đã mặc nhận sự tồn tại của các sinh vật siêu nhỏ vào thế kỷ thứ 6 trước Công Nguyên.

Khả năng tồn tại của vi sinh vật đã được thảo luận trong nhiều thế kỷ trước khi con người khám phá ra vào thế kỷ 17. Thế kỷ thứ 6 trước Công Nguyên, những tín đồ Kỳ Na giáo ở Ấn Độ ngày nay đã mặc nhận sự tồn tại của những sinh vật nhỏ bé gọi là nigoda. Những nigoda này được cho là được sinh ra theo cụm; chúng sống ở khắp mọi nơi, kể cả xác thực vật, động vật và con người; sự sống của chúng chỉ kéo dài trong một phần giây. Theo vị lãnh tụ Mahavira của Kỳ Na giáo, con người tiêu diệt những nigoda này trên quy mô lớn khi con người ăn, thở, ngồi và di chuyển. Nhiều tín đồ Kỳ Na giáo hiện đại khẳng định rằng những lời răn dạy của Mahavira báo trước sự tồn tại của vi sinh vật mà khoa học hiện đại đã khám phá ra.
Những nội dung đề cập đến vi sinh vật sớm nhất được tìm thấy trong các cuốn kinh thánh của tín đồ Ấn Độ giáo như Atharvaveda (được biên soạn từ 1200 TCN-1000 TCN), trong đó Rishi Kanva gọi vi sinh là Kirmis. Ông cùng với các hậu duệ của mình là Yamadagnni và Agasti đã sáng tác những câu thần chú nhấn mạnh các bệnh nhiễm trùng do vi sinh gây ra và những cách có thể chữa trị chúng.
Thánh nhân Ấn Độ Agastya đã sáng tác một câu thần chú trong Kinh Vệ-đà, ông nhắc đến hai loại sinh vật gây hại cho cơ thể người. Loại thứ nhất là có thể nhìn thấy và loại thứ hai là cực nhỏ đến mức chúng không thể nhìn thấy bằng mắt thường.
Shanti Parva (cuốn thứ 12 trong chuỗi tác phẩm sử thi Mahabharata của Vyasa) nhắc đến những sinh vật cực nhỏ đến mức không thể nhìn thấy bằng mắt thường mà chỉ có thể phỏng đoán: "Có nhiều sinh vật cực nhỏ đến mức chỉ có thể suy đoán là chúng có tồn tại. Khi cụp mí mắt xuống thì chúng bị tiêu diệt." Ý tưởng ra đời sớm nhất mà con người biết tới để chỉ khả năng lây lan các bệnh do những sinh vật không nhìn thấy được thuộc về học giả người La Mã Marcus Terentius Varro trong một cuốn sách có nhan đề On Agriculture do ông viết vào thế kỷ thứ nhất trước Công Nguyên, trong đó ông gọi các sinh vật không nhìn thấy được là lớp trùng và cảnh báo không nên đặt một trang trại gần một cái đầm lầy:
... và bởi vì có loài sinh vật rất nhỏ không thể thấy bằng mắt thường, chúng lơ lửng trong không khí và thâm nhập vào cơ thể qua đường mũi và miệng, gây nên các bệnh nghiêm trọng.

Trong cuốn The Canon of Medicine (1020), Avicenna cho rằng bệnh lao và những bệnh dịch khác có thể lây nhiễm.

### Thời kỳ cận đại
Akshamsaddin (nhà khoa học người Thổ Nhĩ Kỳ) đã nhắc đến vi sinh vật trong công trình Maddat ul-Hayat (tạm dịch: Chất liệu sự sống) khoảng hai thế kỷ trước khi Antonie van Leeuwenhoek khám phá ra thông qua thực nghiệm:
Thật sai lầm khi cho rằng bệnh xuất hiện từng cái một ở người. Bệnh lây nhiễm bằng cách truyền từ người này qua người kia. Sự lây nhiễm này xảy ra thông qua những hạt siêu nhỏ đến mức ta chẳng thể thấy chúng nhưng chúng có tồn tại.

Năm 1546, Girolamo Fracastoro đề xuất rằng các bệnh dịch là do những thực thể dạng hạt gây ra, có thể lây nhiễm qua tiếp xúc trực tiếp hoặc gián tiếp, hay thậm chí không tiếp xúc trong khoảng cách xa.
Antonie van Leeuwenhoek được xem là một trong những cha đẻ của vi sinh học. Năm 1673, ông là người đầu tiên phát hiện và tiến hành thí nghiệm khoa học với vi sinh vật, sử dụng kính hiển vi một thấu kính đơn giản do chính ông thiết kế. Robert Hooke (đồng nghiệp cùng thời với Leeuwenhoek) cũng sử dụng phép soi kính hiển vi để quan sát sự sống của vi sinh dưới dạng thể quả của mốc. Trong cuốn sách Micrographia vào năm 1665, ông đã vẽ các nghiên cứu và đặt ra thuật ngữ tế bào.

### Thế kỷ 19

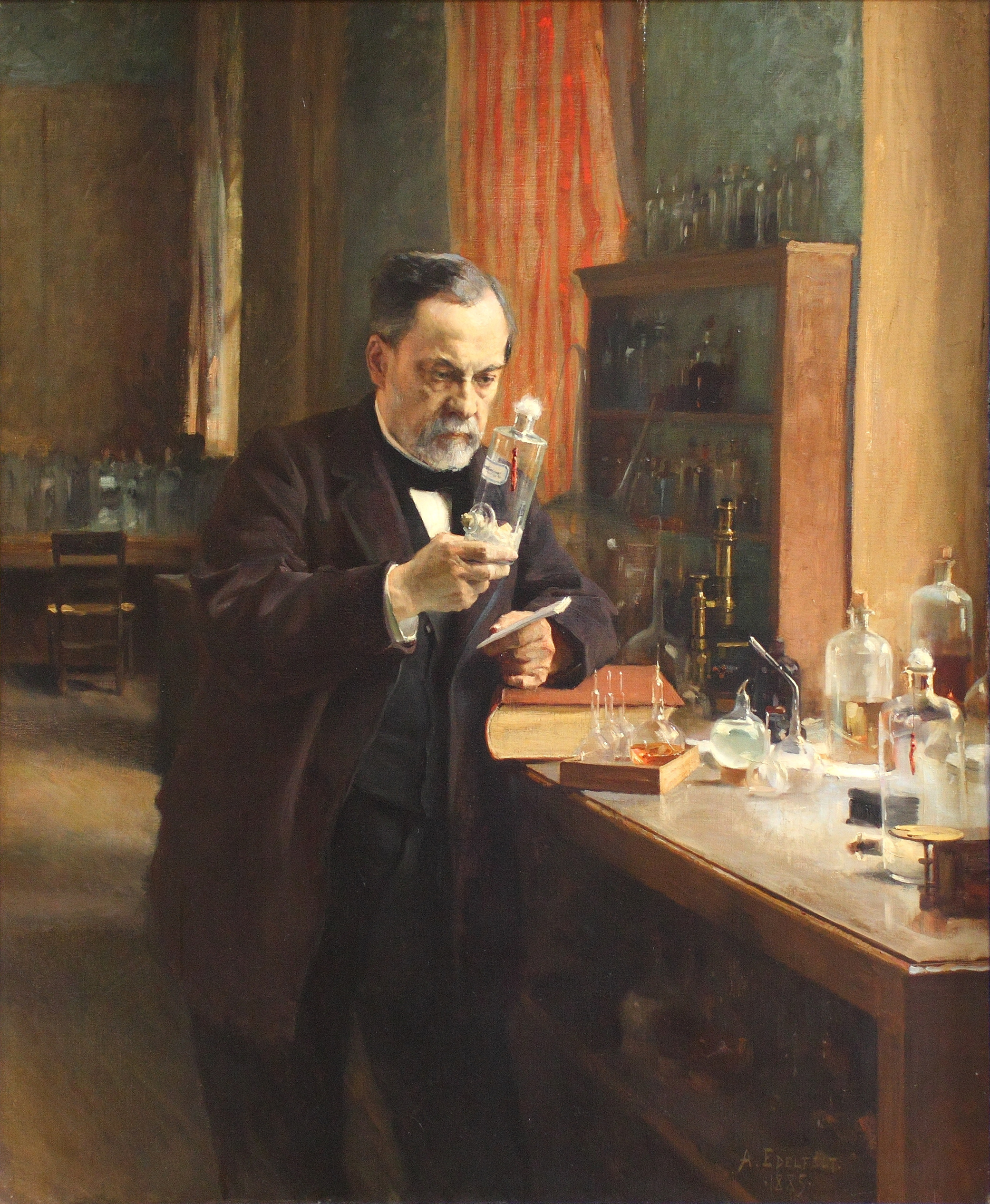
Louis Pasteur chỉ ra rằng những phát hiện của Spallanzani vẫn đúng ngay cả khi không khí có thể đi qua một bộ lọc ngăn không cho các hạt nhỏ lọt vào.

Louis Pasteur (1822–1895) đã để nước dùng đã đun sôi trước không khí, đặt trong các bình chứa bộ lọc để ngăn các hạt đi qua môi trường nuôi cấy, và cả trong các bình không có bộ lọc, chỉ cho không khí được đưa vào qua một cái ống cong để các hạt bụi lắng xuống và không tiếp xúc với nước dùng. Vì đã đun sôi nước dùng trước đó, Pasteur cam đoan rằng không có vi sinh vật nào sống sót trong nước dùng khi bắt đầu thí nghiệm của mình. Không có gì phát triển trong nước dùng trong thí nghiệm của Pasteur. Điều này tức là các sinh vật sống phát triển trong những loại nước dùng như vậy đến từ bên ngoài, dưới dạng bào tử trong bụi, chứ không phải sinh ra tự nhiên trong nước dùng. Do đó, Pasteur đã bác bỏ thuyết tự sinh và ủng hộ thuyết mầm bệnh.

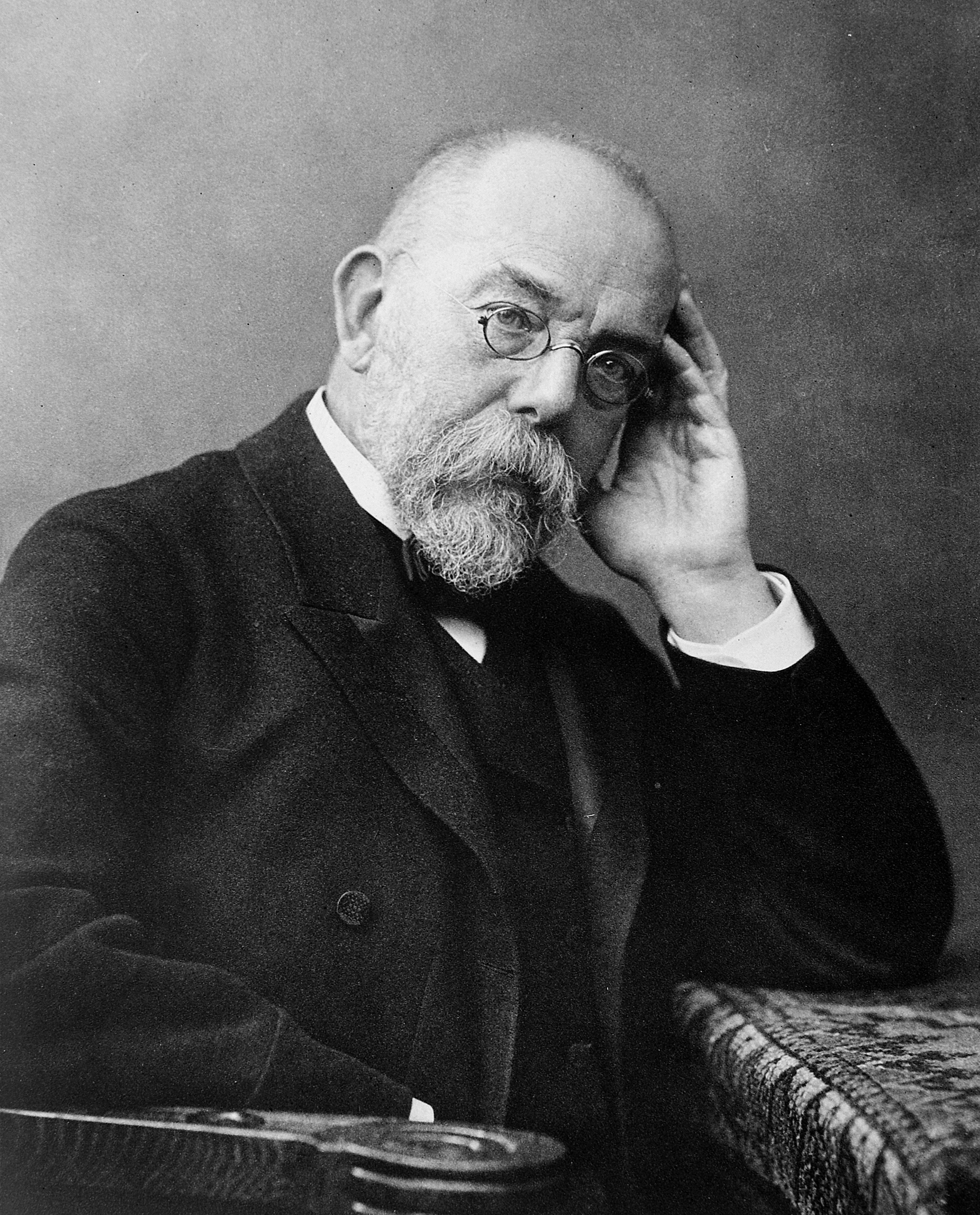
Robert Koch trình bày rằng vi sinh vật là nguyên nhân gây bệnh.

Năm 1876, Robert Koch (1843–1910) chứng minh rằng vi sinh vật có thể gây bệnh. Ông phát hiện ra rằng máu của gia súc bị nhiễm bệnh than luôn có một số lượng lớn trực khuẩn than. Koch phát hiện ra rằng ông có thể truyền bệnh than từ con vật này sang con vật khác bằng cách lấy một mẫu máu nhỏ từ con vật bị nhiễm bệnh và tiêm vào con vật khỏe mạnh, từ đấy làm con vật khỏe mạnh bị đổ bệnh. Ông còn phát hiện ra rằng mình có thể nuôi vi khuẩn trong nước dùng giàu dinh dưỡng, rồi tiêm nó vào động vật khỏe mạnh và gây bệnh. Dựa trên những thí nghiệm này, ông đặt ra các tiêu chí để thiết lập mối liên hệ nhân quả giữa vi sinh vật và căn bệnh, ngày nay những tiêu chí này được gọi là nguyên tắc Koch. Mặc dù những nguyên tắc này không áp dụng được trong mọi trường hợp, chúng vẫn giữ được tầm quan trọng lịch sử đối với sự phát triển của tư duy khoa học và vẫn đang được sử dụng cho đến ngày nay.
Việc khám phá ra các vi sinh vật như Euglena không thích ứng với giới động vật hay thực vật, vì chúng có thể quang hợp như thực vật, nhưng lại di động như động vật, từ đó dẫn tới đặt tên cho giới thứ ba vào thập niên 1860. Năm 1860, John Hogg gọi đây là Protoctista, và vào năm 1866 Ernst Haeckel đặt tên nó là Protista.
Công trình của Pasteur và Koch không phản ánh chính xác tính đa dạng thực sự của thế giới vi sinh vật vì họ chỉ tập trung vào các vi sinh vật có liên quan trực tiếp đến y học. Mãi cho đến công trình của Martinus Beijerinck và Sergei Winogradsky ra đời vào cuối thế kỷ 19, phạm vi thực sự của vi sinh học mới được tiết lộ. Beijerinck có hai đóng góp lớn cho vi sinh học: phát hiện ra virus và phát triển các kỹ thuật nuôi cấy phong phú. Trong khi nghiên cứu của ông về virus khảm thuốc lá thiết lập nên những nguyên tắc cơ bản của ngành virus học, thì chính việc ông phát triển nuôi cấy phong phú có tác động trực tiếp nhất đến vi sinh vật bằng cách cho phép nuôi cấy nhiều loại vi khuẩn với những đặc tính sinh lý cực kỳ đa dạng. Winogradsky là người đầu tiên phát triển khái niệm hóa hợp chất vô cơ dưỡng và qua đó tiết lộ vai trò thiết yếu của vi sinh vật trong các quá trình địa hóa. Ông chịu trách nhiệm phân lập và mô tả đầu tiên của vi khuẩn nitrat hóa và cố định đạm. Nhà vi sinh học người Canada gốc Pháp Felix d'Herelle là người đồng phát hiện ra thể thực khuẩn và là một trong những nhà vi sinh vật học được áp dụng sớm nhất.

## Phân loại và cấu trúc
Vi sinh vật có thể được tìm thấy ở gần như mọi nơi trên Trái Đất. Vi khuẩn và cổ khuẩn gần như luôn có kích thước hiển vi, trong khi một số sinh vật nhân thực cũng có kích thước hiển vi, gồm có phần lớn sinh vật nguyên sinh, một vài loại nấm, cũng như một số động vật và thực vật hệ vi sinh. Virus thường được xem là không sống và do đó không được xem là vi sinh vật, mặc dù một lĩnh vực phụ của vi sinh học là virus học, chuyên ngành nghiên cứu về virus.

### Tiến hóa
Vi sinh vật đơn bào là những dạng sống đầu tiên phát triển trên Trái Đất vào khoảng 3,5 tỷ năm về trước. Quá trình tiến hóa tiếp theo diễn ra chậm, và trong khoảng 3 tỷ năm trong thời kỳ Tiền Cambri, (phần lớn lịch sử sự sống trên Trái Đất), mọi sinh vật đều là vi sinh vật. Vi khuẩn, tảo và nấm đã được xác định trong hổ phách là 220 triệu năm tuổi, qua đó cho thấy hình thái của vi sinh vật ít thay đổi, ít nhất là kể từ kỷ Tam Điệp. Tuy nhiên, vai trò sinh học mới được phát hiện của nickel, – đặc biệt là vai trò mà các vụ phun trào núi lửa từ núi Siberian Traps mang lại – có thể đã đẩy nhanh tiến hóa của sinh vật sinh methan vào cuối sự kiện tuyệt chủng kỷ Permi–Trias.
Vi sinh vật có xu hướng mang tốc độ tiến hóa tương đối nhanh. Hầu hết vi sinh vật có thể sinh sản nhanh chóng, còn vi khuẩn cũng có thể tự do trao đổi gen thông qua tiếp hợp, biến nạp và tải nạp, ngay cả giữa các loài vô cùng đa dạng. Phép chuyển gen ngang này (cộng với tỷ lệ đột biến cao và những phương tiện biến đổi khác) cho phép vi sinh vật tiến hóa nhanh chóng (thông qua chọn lọc tự nhiên) để tồn tại trong môi trường mới và ứng phó với áp lực môi trường. Việc tiến hóa nhanh chóng này là thiết yếu trong y học, vì nó dẫn đến phát triển vi khuẩn gây bệnh kháng nhiều thuốc, tức siêu vi khuẩn có thể kháng thuốc kháng sinh.
Năm 2012, các nhà khoa học Nhật Bản đã phát hiện một dạng vi sinh vật chuyển tiếp có thể tồn tại giữa sinh vật nhân sơ và sinh vật nhân thực. Parakaryon myojinensis là một vi sinh vật có kích thước lớn hơn một sinh vật nhân sơ điển hình, có vật chất của nhân được bao bọc trong một lớp màng như ở sinh vật nhân thực và có hiện tượng nội cộng sinh. Đây được xem là dạng tiến hóa đầu tiên của vi sinh vật, thể hiện giai đoạn phát triển từ sinh vật nhân sơ trở thành sinh vật nhân thực.

### Cổ khuẩn
Cổ khuẩn là những sinh vật đơn bào nhân sơ, hình thành vực sống đầu tiên trong hệ thống ba vực của Carl Woese. Sinh vật nhân sơ được định nghĩa là không có nhân tế bào hoặc bào quan liên kết màng khác. Cổ khuẩn có chung đặc tính xác định này với vi khuẩn mà chúng từng chung nhóm. Năm 1990, nhà vi sinh vật học Woese đề xuất hệ thống ba vực phân chia sinh vật sống thành vi khuẩn, cổ khuẩn và sinh vật nhân thực, do đó phân chia vực sinh vật nhân sơ.
Cổ khuẩn khác với vi khuẩn về cả mặt di truyền học lẫn hóa sinh. Ví dụ, trong khi màng tế bào vi khuẩn được làm từ phosphoglyceride với các liên kết ester, thì màng của cổ khuẩn được làm từ ether lipid. Ban đầu cổ khuẩn được mô tả là sinh vật ưa cực sống trong môi trường khắc nghiệt, chẳng hạn như suối nước nóng, nhưng rồi được tìm thấy ở mọi loại sinh cảnh. Chỉ đến bây giờ các nhà khoa học mới bắt đầu nhận ra mức độ phổ biến của cổ khuẩn trong môi trường, với Thermoproteota (tên cũ là Crenarchaeota) là dạng sống phổ biến nhất trong đại dương, thống trị các hệ sinh thái ở độ sâu dưới 150 m. Những sinh vật này còn phổ biến trong đất và đóng vai trò quan trọng trong quá trình oxy hóa amonia.
Những vực kết hợp của cổ khuẩn và vi khuẩn tạo thành nhóm sinh vật đa dạng và phong phú nhất trên Trái Đất và thực tế sống ở mọi môi trường có nhiệt độ dưới +140 °C. Chúng được tìm thấy trong nước, đất, không khí, dưới dạng hệ vi sinh của một sinh vật, suối nước nóng và thậm chí sâu bên dưới lớp vỏ Trái Đất trong đá. Số lượng sinh vật nhân sơ được ước tính vào khoảng 5×1030, tức chiếm ít nhất một nửa sinh khối trên Trái Đất.
Tính đa dạng sinh học của sinh vật nhân sơ thì vẫn chưa rõ, nhưng có thể rất lớn. Tháng 5 năm 2016, một phép ước tính dựa trên quy tắc nhân rộng từ số lượng loài đã biết so với kích thước của sinh vật, đưa ra phép ước tính có thể tới 1 nghìn tỷ loài trên hành tinh, trong đó hầu hết là vi sinh vật. Hiện tại, chỉ một phần nghìn của một phần trăm trong tổng số đó đã được mô tả. Tế bào cổ khuẩn của một số loài tổng hợp và chuyển DNA từ tế bào này sang tế bào khác thông qua tiếp xúc trực tiếp, đặc biệt là trong điều kiện môi trường căng thẳng gây tổn hại DNA.

### Vi khuẩn

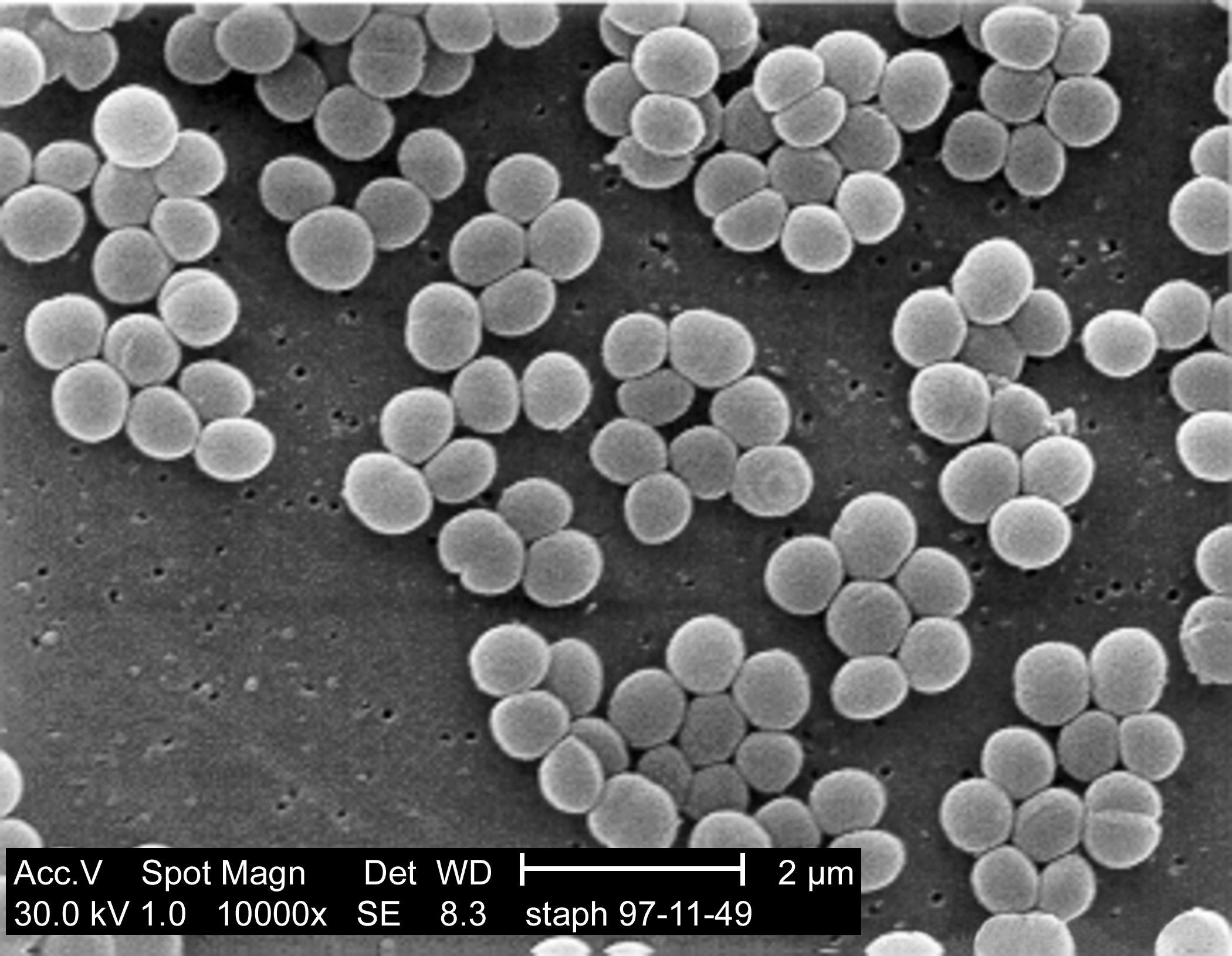
Vi khuẩn Staphylococcus aureus được phóng to khoảng 10.000 lần.

Vi khuẩn như cổ khuẩn là sinh vật nhân sơ - đơn bào và không có nhân tế bào hoặc cơ quan có màng bao bọc khác. Vi khuẩn có kích thước hiển vi, với số ít trường hợp ngoại lệ cực kỳ hiếm, chẳng hạn như Thiomargarita namibiensis. Vi khuẩn hoạt động và sinh sản dưới dạng các tế bào đơn lẻ, nhưng chúng có thể thường tập hợp thành tập đoàn đa bào. Một số loài như vi khuẩn nhầy có thể tập hợp thành những cấu trúc bầy đàn phức tạp, hoạt động dưới dạng nhóm đa bào như một phần vòng đời của chúng hoặc hình thành các cụm trong tập đoàn vi khuẩn như E.coli.
Bộ gen của chúng thường là một nhiễm sắc thể nhân sơ – một vòng DNA duy nhất, mặc dù chúng cũng có thể chứa những đoạn DNA nhỏ gọi là plasmid. Những plasmid này có thể được vận chuyển giữa các tế bào thông qua tiếp hợp vi khuẩn. Vi khuẩn có thành tế bào bao quanh, đem lại sức mạnh và độ cứng cho tế bào của chúng. Chúng sinh sản bằng cách trực phân hoặc đôi khi bằng cách mọc chồi, nhưng không trải qua sinh sản hữu tính giảm phân. Tuy nhiên, nhiều loài vi khuẩn có thể vận chuyển DNA giữa các tế bào riêng lẻ bằng quá trình chuyển gen ngang, được gọi là biến nạp tự nhiên. Một số loài hình thành những nội bào tử có khả năng phục hồi phi thường, nhưng đối với vi khuẩn, đây là một cơ chế để tồn tại chứ không phải để sinh sản. Trong điều kiện tối ưu, vi khuẩn có thể phát triển cực kỳ nhanh và số lượng của chúng có thể tăng gấp đôi sau mỗi 20 phút.

### Sinh vật nhân thực
Hầu hết sinh vật sống có thể nhìn thấy bằng mắt thường ở dạng trưởng thành là sinh vật nhân thực, kể cả con người. Tuy nhiên, nhiều sinh vật nhân thực còn là vi sinh vật. Không như vi khuẩn và cổ khuẩn, sinh vật nhân thực chứa các bào quan như nhân tế bào, bộ máy Golgi và ty thể trong tế bào của chúng. Nhân là một bào quan chứa DNA tạo nên bộ gen của tế bào. Bản thân DNA (deoxyribonucleic acid) được sắp xếp trong những nhiễm sắc thể phức tạp. Ty thể là bào quan thiết yếu trong trao đổi chất vì chúng là nơi diễn ra chu trình acid citric và phosphoryl oxy hóa. Chúng tiến hóa từ vi khuẩn cộng sinh và giữ lại một bộ gen sót lại. Giống như vi khuẩn, tế bào thực vật có thành tế bào và chứa bào quan như lục lạp ngoài những bào quan ở các sinh vật nhân thực khác. Lục lạp sản sinh năng lượng từ ánh sáng bằng quang hợp, và lúc đầu cũng là vi khuẩn cộng sinh.
Sinh vật nhân thực đơn bào gồm có một tế bào duy nhất trong suốt vòng đời của chúng. Đặc tính này rất quan trọng vì hầu hết sinh vật nhân thực đa bào chỉ có một tế bào duy nhất gọi là hợp tử khi bắt đầu vòng đời của chúng. Vi sinh vật nhân thực có thể là đơn bội hoặc lưỡng bội, một vài sinh vật có nhiều nhân tế bào.
Sinh vật nhân thực đơn bào thường sinh sản vô tính bằng nguyên phân trong điều kiện thuận lợi. Tuy nhiên, trong những điều kiện căng thẳng như hạn chế chất dinh dưỡng và các điều kiện khác liên quan đến tổn hại DNA, chúng có xu hướng sinh sản hữu tính bằng giảm phân và thụ tinh.

#### Sinh vật nguyên sinh

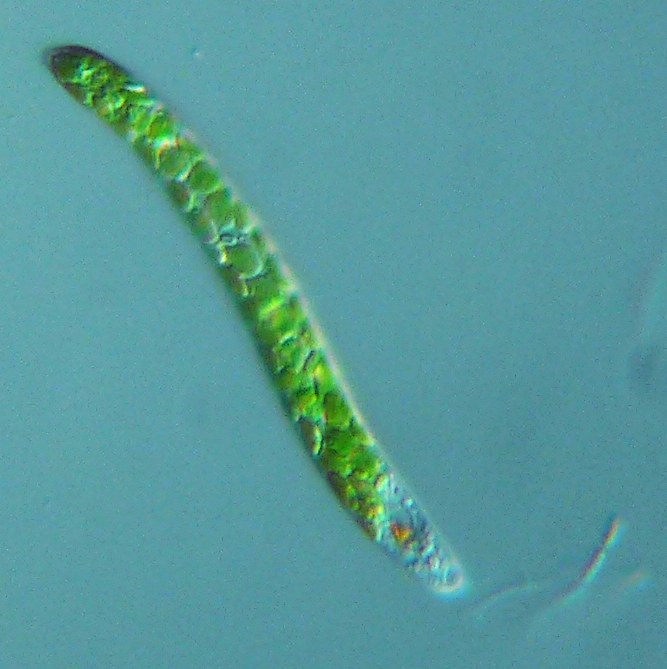
Euglena mutabilis, một trùng roi quang hợp.

Trong nhóm sinh vật nhân thực, sinh vật nguyên sinh phổ biến nhất là đơn bào và có kích thước hiển vi. Đây là một nhóm sinh vật rất đa dạng và không dễ phân loại. Một số loài tảo là sinh vật nguyên sinh đa bào và nấm nhầy có chu kỳ sống độc nhất liên quan đến chuyển đổi giữa các dạng đơn bào, khuẩn lạc và đa bào. Số lượng loài sinh vật nguyên sinh chưa rõ vì chỉ một tỷ lệ nhỏ mới được xác định. Tính đa dạng của sinh vật nguyên sinh rất cao trong đại dương, lỗ thông hơi dưới biển sâu, trầm tích sông và dòng sông acid, cho thấy rằng nhiều quần xã vi sinh vật nhân thực có thể chưa được phát hiện.

#### Nấm
Nấm có một số loài đơn bào, chẳng hạn như nấm men làm bánh (Saccharomyces cerevisiae) và nấm men phân tách (Schizosaccharomyces pombe). Một số nấm (chẳng hạn như nấm men gây bệnh Candida albicans) có thể trải qua chuyển đổi kiểu hình và phát triển dưới dạng tế bào đơn lẻ ở một số môi trường và sợi nấm ở những môi trường khác.

#### Thực vật
Tảo lục là một nhóm lớn sinh vật nhân thực quang hợp bao gồm nhiều sinh vật dạng hiển vi. Mặc dù một số tảo lục được phân loại là sinh vật nguyên sinh, nhưng một số khác như luân tảo được phân loại cùng với thực vật có phôi là nhóm thực vật trên cạn quen thuộc nhất. Tảo có thể phát triển dưới dạng tế bào đơn lẻ hoặc trong chuỗi tế bào dài. Tảo lục có chứa trùng roi khuẩn lạc và đơn bào, thường có hai tiên mao trên mỗi tế bào, cũng như nhiều dạng khuẩn lạc, dâu khuẩn và dạng sợi. Ở Charales (loài tảo có họ hàng gần nhất với thực vật bậc cao), các tế bào biệt hóa thành một số mô riêng biệt trong cơ thể sinh vật. Có khoảng 6.000 loài tảo lục.

## Sinh thái học
Các vi sinh vật được phát hiện ở hầu hết mọi sinh cảnh có trong tự nhiên, kể cả những môi trường khắc nghiệt như cực Bắc và cực Nam, sa mạc, mạch nước phun và đá. Các vi sinh vật biển phân bố ở đại dương và mực nước biển sâu. Một số loại vi sinh vật thích nghi với môi trường khắc nghiệt có khuẩn lạc bền vững; những sinh vật này được gọi là sinh vật ưa cực. Những sinh vật ưa cực đã được phân lập từ đá ở độ sâu 7 km bên dưới bề mặt Trái Đất, và giới khoa học cho rằng số lượng sinh vật sống bên dưới bề mặt Trái Đất tương đương với số lượng sự sống trên bề mặt. Những sinh vật ưa cực được biết là đã tồn tại trong một thời gian dài trong chân không và có khả năng chống bức xạ cao, thậm chí có thể cho phép chúng sống sót trong không gian. Nhiều loại vi sinh vật có quan hệ cộng sinh mật thiết với các sinh vật khác lớn hơn; một vài trong số đó có lợi cho cả hai bên (quan hệ hỗ trợ), trong khi một số khác có thể gây hại cho vật chủ (ký sinh). Nếu vi sinh vật có thể gây bệnh cho vật chủ thì chúng được gọi là mầm bệnh và đôi khi chúng được gọi là vi sinh vật gây bệnh (microbes). Những vi sinh vật đóng vai trò quan trọng trong các chu trình sinh địa hóa của Trái Đất vì chúng chịu trách nhiệm phân hủy và cố định đạm.
Vi khuẩn sử dụng những mạng lưới điều hoà cho phép chúng thích nghi với hầu như mọi ổ môi trường trên Trái Đất. Một mạng lưới tương tác giữa các loại phân tử khác nhau gồm DNA, RNA, protein và các chất trao đổi được vi khuẩn sử dụng để đạt được điều hòa biểu hiện gen. Ở vi khuẩn, chức năng chính của mạng lưới điều hoà là kiểm soát phản ứng với những thay đổi của môi trường, ví dụ như tình trạng dinh dưỡng và áp lực môi trường. Một tổ chức mạng lưới phức tạp cho phép vi sinh vật phối hợp và tích hợp nhiều dấu hiệu môi trường.

### Sinh vật ưa cực

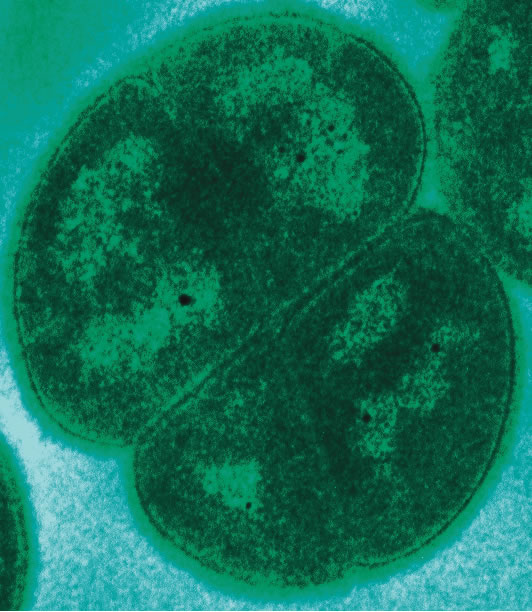
Một thể tứ phân Deinococcus radiodurans, một loại vi khuẩn ưa cực kháng phóng xạ.

Sinh vật ưa cực là những vi sinh vật đã thích nghi để có thể tồn tại và thậm chí phát triển trong những môi trường khắc nghiệt thường gây tử vong cho hầu hết các dạng sống. Sinh vật ưa nóng và Sinh vật ưa siêu nóng phát triển mạnh ở nhiệt độ cao – tức tới 130 °C (266 °F). Sinh vật ưa lạnh thì phát triển mạnh ở nhiệt độ cực thấp –  tức thấp tới −17 °C (1 °F). Sinh vật ưa mặn như Halobacterium salinarum (một loài cổ khuẩn) phát triển mạnh trong độ mặn cao, cho đến mức bão hòa. Sinh vật ưa kiềm phát triển mạnh ở độ pH kiềm khoảng 8,5–11. Sinh vật ưa acid có thể phát triển mạnh ở độ pH từ 2,0 trở xuống. Sinh vật ưa áp suất thuỷ tĩnh phát triển mạnh ở áp suất rất cao: lên tới 1.000–2.000 atm, xuống tới 0 atm như trong môi trường chân không. Một số sinh vật ưa cực như Deinococcus radiodurans có khả năng kháng phóng xạ, tức chống tiếp xúc bức xạ lên đến 5k Gy. Những sinh vật ưa cực có ý nghĩa theo nhiều cách khác nhau. Chúng mở rộng sự sống trên cạn lên phần lớn thủy quyển, lớp vỏ và khí quyển của Trái Đất, các cơ chế thích nghi tiến hóa cụ thể của chúng với môi trường khắc nghiệt có thể được khai thác trong công nghệ sinh học và chính sự tồn tại của chúng trong những điều kiện khắc nghiệt như vậy làm tăng thêm tiềm năng cho sự sống ngoài trái đất.

### Thực vật và đất
Chu trình nitơ trong đất phụ thuộc vào quá trình cố định nitơ trong khí quyển. Quá trình có được nhờ một số sinh vật cố định đạm. Một cách để xảy ra hiện tượng này là ở các nốt sần rễ của cây họ đậu có chứa vi khuẩn cộng sinh thuộc chi Rhizobium, Mesorhizobium, Sinorhizobium, Bradyrhizobium và Azorhizobium.
Rễ cây tạo ra một vùng hẹp được gọi là vùng rễ hỗ trợ nhiều vi sinh vật được gọi là quần xã vi sinh vật rễ.
Những vi sinh vật này trong quần xã vi sinh vật rễ có thể tương tác với nhau và với các cây xung quanh thông qua tín hiệu và tác nhân. Ví dụ, nấm rễ cộng sinh có thể giao tiếp với hệ thống rễ của nhiều loại cây thông qua tín hiệu hóa học giữa cả thực vật và nấm. Từ đấy dẫn đến cộng sinh lẫn nhau giữa đôi bên. Tuy nhiên, những tín hiệu này có thể bị các vi sinh vật khác "nghe lén", chẳng hạn như vi khuẩn đất Myxococcus xanthus chuyên ăn thịt các vi khuẩn khác. Nghe lén hoặc chặn tín hiệu từ các bộ phận nhận tin ngoài ý muốn (chẳng hạn như thực vật và vi sinh vật) có thể dẫn đến hệ quả tiến hóa quy mô lớn. Ví dụ, các cặp phát tín hiệu-nhận tin, như các cặp thực vật-vi sinh vật, có thể mất khả năng giao tiếp với các quần thể lân cận do thay đổi của những loài "nghe lén". Trong quá trình thích nghi để tránh những loài "nghe lén" cục bộ, phân hướng tín hiệu là một giải pháp và do đó dẫn đến thực vật và vi sinh vật bị cô lập khỏi khả năng giao tiếp với các quần thể khác.

### Cộng sinh

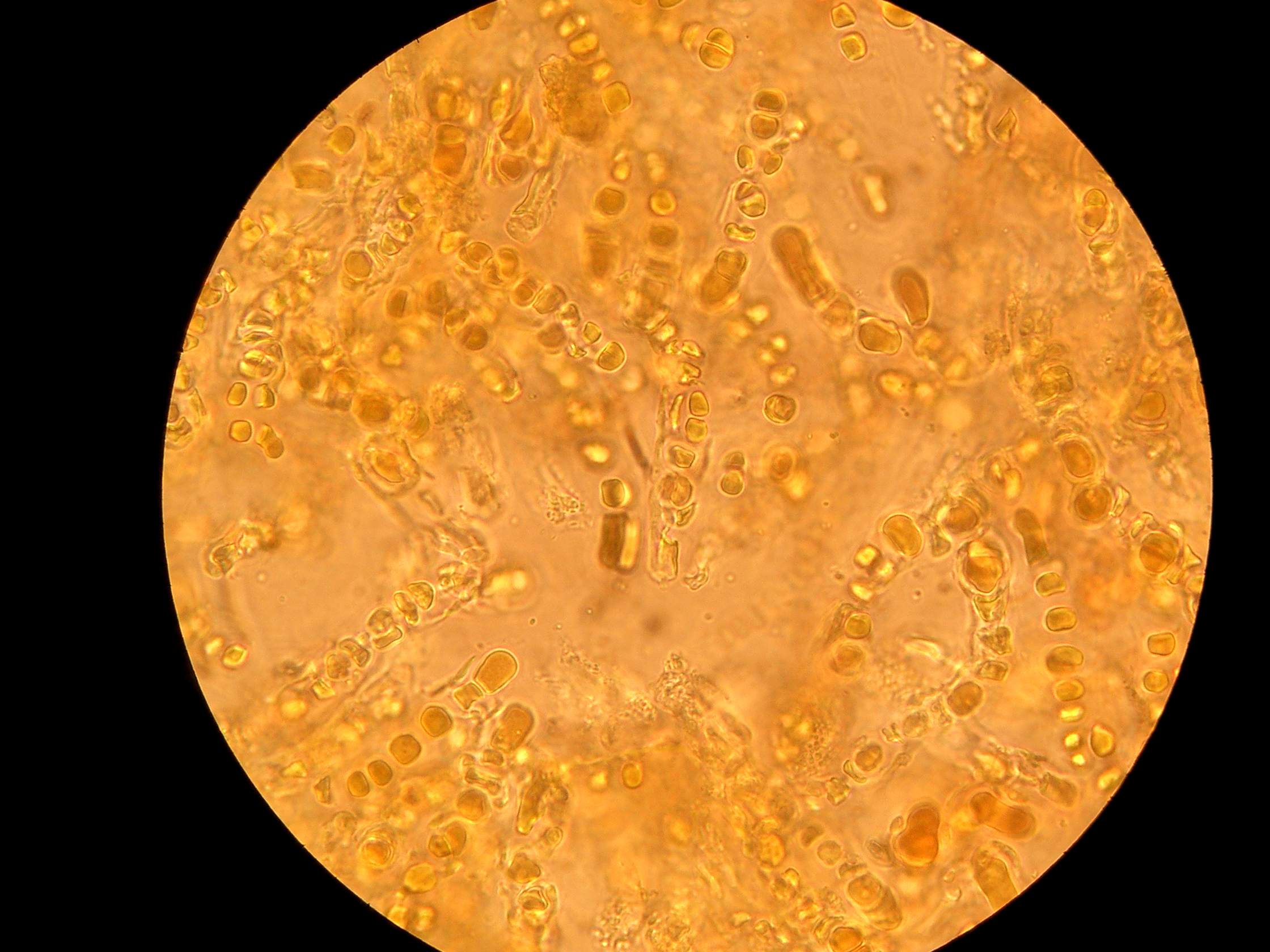
Vi khuẩn lam quang hợp Hyella caespitosa (hình tròn) với sợi nấm (sợi mờ) trong địa y Pyrenocollema halodytes.

Địa y là hiện tượng cộng sinh của một loại nấm vĩ mô với tảo vi sinh quang hợp hoặc với vi khuẩn lam.

## Ứng dụng
Vi sinh vật rất hữu ích trong sản xuất thực phẩm, xử lý nước thải, tạo nhiên liệu sinh học và nhiều loại hóa chất và enzym. Chúng vô giá trong nghiên cứu dưới dạng sinh vật mô hình. Chúng còn được vũ khí hóa và đôi khi được sử dụng trong chiến tranh và khủng bố sinh học. Chúng rất quan trọng đối với nông nghiệp thông qua vai trò duy trì độ phì đất và phân hủy chất hữu cơ.

### Sản xuất thực phẩm
Vi sinh vật được sử dụng trong quy trình lên men để làm sữa chua, pho mát, sữa đông, kefir, ayran, xynogala và các loại thực phẩm khác. Nuôi cấy lên men mang đến hương vị và mùi thơm, đồng thời ức chế các sinh vật không mong muốn. Chúng được dùng để làm men bánh mì và chuyển hóa đường thành cồn trong rượu và bia. Vi sinh vật được sử dụng trong sản xuất bia, làm rượu, làm bánh, muối chua và các quy trình chế biến thực phẩm khác.
Một số ứng dụng của vi sinh vật trong công nghiệp:
| Sản phẩm         | Đóng góp của vi sinh vật |
| ---------------- | --- |
| Phô mai          | Sự phát triển của vi sinh vật góp phần làm chín và tạo hương vị. Hương vị và diện mạo của một loại phô mai cụ thể phần lớn là do vi sinh vật liên kết với nó. Lactobacillus bulgaricus là một trong những vi khuẩn được sử dụng trong sản xuất chế phẩm sữa.                                                                   |
| Đồ uống có cồn   | Men được sử dụng để chuyển đổi đường, nước ép nho hoặc ngũ cốc đã qua xử lý bằng mạch nha thành rượu. Những vi sinh vật khác cũng có thể được sử dụng; một nấm mốc chuyển đổi tinh bột thành đường để làm rượu gạo Nhật Bản, rượu sake. Một loại vi khuẩn tên là Acetobacter aceti được sử dụng trong sản xuất đồ uống có cồn. |
| Giấm             | Một số vi khuẩn được sử dụng để chuyển rượu thành acid acetic, làm cho giấm có vị acid. Acetobacter aceti được sử dụng trong sản xuất giấm, tạo cho độ cồn và vị cồn cho giấm. |
| Acid citric      | Một số loại nấm được sử dụng để tạo ra acid citric, một thành phần phổ biến của nước giải khát và các loại thực phẩm khác. |
| Vitamin          | Vi sinh vật được sử dụng để tạo ra vitamin, bao gồm C, B2, B12. |
| Thuốc kháng sinh | Trừ một số ít ngoại lệ, vi sinh vật được sử dụng để tạo ra thuốc kháng sinh: Penicillin, Amoxicillin, Tetracycline và Erythromycin. |

### Xử lý nước

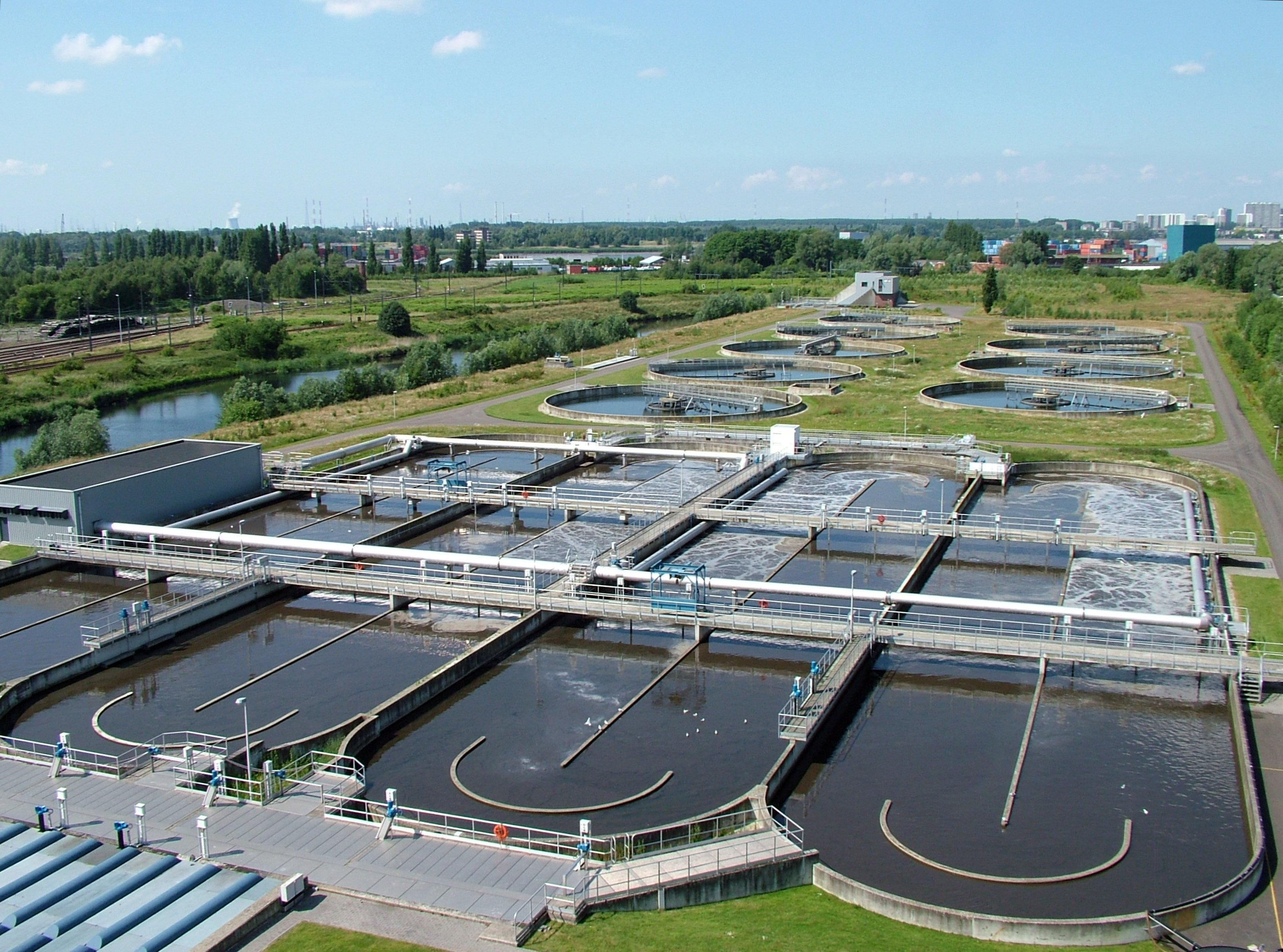
Các nhà máy xử lý nước thải chủ yếu dựa vào vi sinh vật để oxy hóa chất hữu cơ.

Việc xử lý nước thải phụ thuộc vào khả năng làm sạch nước bị ô nhiễm chất hữu cơ của vi sinh vật có thể hô hấp các chất hòa tan. Hô hấp có thể là hiếu khí, với lớp lọc giàu oxy như bộ lọc cát chậm. Phân hủy kỵ khí bằng sinh vật sinh methan tạo ra khí methan hữu ích dưới dạng một sản phẩm phụ.

### Năng lượng
Vi sinh vật được sử dụng trong lên men để sản xuất ethanol và trong các lò phản ứng biogas để sản xuất methan. Các nhà khoa học đang nghiên cứu việc sử dụng tảo để sản xuất nhiên liệu lỏng và vi khuẩn để chuyển đổi nhiều dạng chất thải nông nghiệp và đô thị thành nhiên liệu có thể sử dụng được.

### Hóa chất và enzym
Vi sinh vật được sử dụng để sản xuất nhiều hóa chất thương mại và công nghiệp, enzym và những phân tử hoạt tính sinh học khác. Acid hữu cơ được sản xuất trên quy mô công nghiệp lớn bằng lên men vi sinh bao gồm acid acetic - hoá chất do vi khuẩn acid acetic sản sinh như Acetobacter aceti, acid butyric do vi khuẩn Clostridium butyricum tạo ra, acid lactic do Lactobacillus tạo ra và các vi khuẩn acid lactic khác, còn acid citric do nấm mốc Aspergillus niger chế ra.
Vi sinh vật được sử dụng để điều chế các phân tử mang hoạt tính sinh học như Streptokinase từ vi khuẩn Streptococcus, Cyclosporin A từ nấm ascomycete Tolypocladium inflatum, và statin do nấm men Monascus purpureus chế ra.

### Khoa học

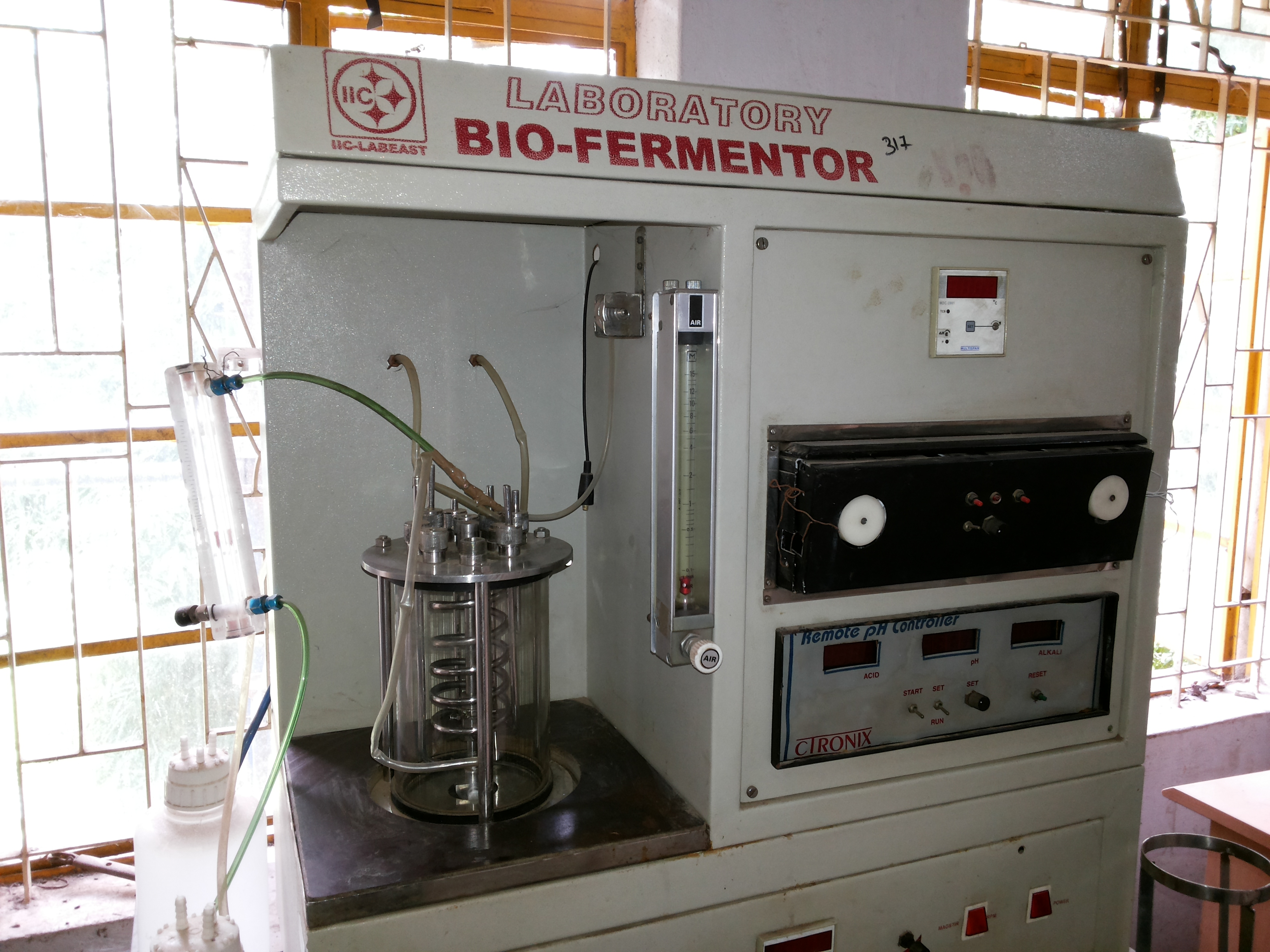
Một bình lên men trong phòng thí nghiệm.

Vi sinh vật là công cụ thiết yếu trong công nghệ sinh học, hóa sinh, di truyền học và sinh học phân tử. Nấm men Saccharomyces cerevisiae và Schizosaccharomyces pombe là những sinh vật mô hình quan trọng trong khoa học, vì chúng là những sinh vật nhân thực đơn giản có thể phát triển nhanh chóng với số lượng lớn và dễ dàng thao tác. Chúng đặc biệt có giá trị trong di truyền học, hệ gen học và protein học. Vi sinh vật có thể được khai thác để sử dụng như tạo ra steroid và điều trị các bệnh về da. Các nhà khoa học cũng đang xem xét sử dụng vi sinh vật cho pin nhiên liệu sống và trở thành giải pháp cho sự ô nhiễm.

### Chiến tranh
Thời Trung Cổ, một ví dụ sơ khai của chiến tranh sinh học là những xác chết nhiễm bệnh bị ném vào lâu đài trong các cuộc vây hãm bằng máy bắn đá hoặc những vũ khí công thành khác. Những người ở gần xác chết tiếp xúc với mầm bệnh và có khả năng lây lan mầm bệnh đó cho người khác.
Thời hiện đại, khủng bố sinh học gồm có vụ tấn công khủng bố sinh học Rajneeshee năm 1984 và vụ giáo phái Shinrikyo Aum phát tán bệnh than ở Tokyo vào năm 1993.

### Đất
Vi sinh có thể cung cấp chất dinh dưỡng và khoáng chất trong đất cho cây trồng, tạo ra hormon kích thích tăng trưởng, kích thích hệ miễn dịch của cây trồng và kích hoạt hoặc làm giảm phản ứng căng thẳng. Nói chung, một tập hợp vi khuẩn đất đa dạng hơn làm cho cây ít bệnh hơn và cho năng suất cao hơn.

## Sức khỏe con người

### Hệ vi sinh đường ruột ở người
Vi sinh vật có thể hình thành mối quan hệ nội cộng sinh với các sinh vật lớn hơn khác. Ví dụ, cộng sinh của vi sinh vật đóng một vai trò quan trọng trong hệ thống miễn dịch. Vi sinh vật tạo nên hệ vi sinh đường ruột (còn gọi là hệ vi khuẩn chí đường ruột) nằm trong ống tiêu hóa, góp phần vào khả năng miễn dịch đường ruột, tổng hợp vitamin như acid folic và biotin, đồng thời lên men các carbohydrat phức tạp khó tiêu. Một vài vi sinh vật được xem là có lợi cho sức khỏe được gọi là probiotic và có sẵn dưới dạng chế phẩm bổ sung hoặc phụ gia thực phẩm.

### Bệnh

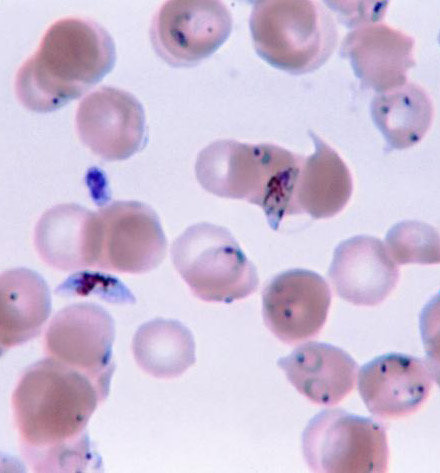
Ký sinh nhân thực Plasmodium falciparum (hình gai màu xanh), tác nhân gây bệnh sốt rét trong máu người.

Vi sinh vật là tác nhân gây bệnh (mầm bệnh) ở nhiều bệnh truyền nhiễm. Những sinh vật liên quan gồm có vi khuẩn gây bệnh, gây ra các bệnh như dịch hạch, bệnh lao và bệnh than; ký sinh nguyên sinh gây ra các bệnh như sốt rét, bệnh ngủ, kiết lỵ và toxoplasmosis ; và cả nấm gây bệnh như nấm da, nấm candida hay histoplasmosis. Tuy nhiên, các bệnh khác như cúm, sốt vàng hoặc AIDS là do virus mầm bệnh gây ra, thường không được phân loại là sinh vật sống và do đó không phải là vi sinh vật theo định nghĩa chặt chẽ. Không có ví dụ rõ ràng nào về mầm bệnh cổ khuẩn được biết đến, mặc dù giới khoa học đã đề xuất mối quan hệ giữa hiện diện của một số sinh vật sinh methan của cổ khuẩn và bệnh viêm quanh răng ở người. Nhiều mầm bệnh vi sinh có khả năng sinh sản hữu tính để tạo điều kiện thuận lợi cho chúng sống sót trong vật chủ bị nhiễm bệnh.

### Vệ sinh
Vệ sinh là một bộ quy tắc thực hành để tránh nhiễm trùng hoặc làm hỏng thực phẩm bằng cách loại bỏ vi sinh vật khỏi môi trường xung quanh. Vì vi sinh vật, đặc biệt là vi khuẩn, được tìm thấy ở khắp mọi nơi, nên vi sinh vật có hại có thể bị giảm xuống mức chấp nhận được thay vì thật sự bị tiêu diệt. Trong chế biến thực phẩm, vi sinh vật bị tiêu giảm bằng các phương pháp bảo quản như nấu nướng, vệ sinh dụng cụ, thời gian bảo quản ngắn hay bằng nhiệt độ thấp. Nếu cần vô trùng hoàn toàn, như với dụng cụ phẫu thuật, nồi hấp được sử dụng để tiêu diệt vi sinh vật bằng nhiệt và áp suất.